# 闇の声ZERO
『闇の声ZERO』（やみのこえ ぜろ）とは、2008年3月28日にBLACK Cycから発売されたアダルトゲーム。

## 解説
『闇の声』シリーズの前日譚にあたる作品で、Kとシリーズの黒幕である小夜子の出会いを描いた作品となっている。
洋館に来た5人の男女を「次元共振器」の使用や小夜子との接触によって堕落させていくことがプレイヤーの目的となる。

### システム
画面上には7枚のカードが表示され、両端には小夜子と「次元共振器」が置かれ、その間には調査団のメンバーが置かれている。プレイヤーがメンバーのカードに小夜子または「次元共振器」のカードを置くと、そのキャラクターのゲージが変動する。複数回置くなどしてゲージが満たされると、そのキャラクターの性癖が固定される。第2段階に堕落したキャラクターは他のキャラクターを堕落させるのに使うことが可能であり、第3段階まで堕落させることができる。なお、カードの配置にはポイントが必要であり、消費したポイントは1日が経過するとある程度は回復する。

## あらすじ
ミスカトニック大学日本校教授である池上清彦は、調査団を結成し、陰洲升の漁師の青年の協力を得て、謎めいた孤島・異映島を訪れた。その島に建つ洋館の女主人・小夜子と出会った彼らは、彼女によって堕落していく。

## 登場人物
小夜子（さよこ）
声 - 一色ヒカル
絶海の孤島・異映島にある古びた洋館の女主人で、闇の力を操り人々を堕落させる。
池上 清彦（いけがみ きよひこ）
声 - 一条和矢
ミスカトニック大学日本校に勤務する物理学の教授である35歳の男性。"彼方"を見るために自ら発明した「次元共振器」を携え、異映島を訪れた。堅物だが、その若々しい外見から女子学生に人気がある。
小夜子との接触による堕落ではおっぱいフェチに目覚め、第三段階ではパンツ一丁の金髪の男性になる。
「次元共振器」による堕落では、道具好きになり、第三段階では性具を身に着けるようになった。
池上 久美子（いけがみ くみこ）
声 - 岩田由貴
清彦の妻である29歳の女性。夫の浮気を疑い、調査団へ同行した。
小夜子との接触により堕落した結果、同性愛に目覚めた。
「次元共振器」による堕落の結果、自慰中毒に陥った。
南田 光敏（みなみだ みつとし）
声 - 深井晴花
ミスカトニック大学日本校神学部の学生である25歳の青年。古代魔術の研究を行っており、イエー島に住む大魔術師と異映島との関連を見極めるべく調査団に参加した。軽そうな見た目だが、真面目な人物。
小夜子との接触により堕落した結果、アナルファックに耽るようになり、体つきががっしりとしてきた。
「次元共振器」により堕落した結果、女装マニアになった。
松原 美紀（まつばら みき）
声 - 木村あやか
自らの超能力を試すべく調査団に参加した女性。実年齢は20歳だが、明るく好奇心旺盛な性格もあって子どもっぽく見える。
小夜子との接触ではマゾヒストになる一方、「次元共振器」との接触ではサディストとして堕落していく。
大場 エリ（おおば えり）
声 - 風音
美紀と同い年の女性で、霊を見る能力を持つ。霊に生活を脅かされただけでなく、学校でいじめを受けてきたため、美紀とは対照的に暗い性格となった。知り合いの南田から頼み込まれ、調査団に参加しているが、本人は調査自体に興味はない。
小夜子との接触により堕落した結果、セックス好きな性格になった。
「次元共振器」により堕落した結果、派手好きとなり、第三段階では髪の毛の色が変化している。
漁村の青年／太刀川 桂
声 - みる
陰州升(いんすます)の漁港で働く青年で、池上達のために船を出し、水先案内人を務めた。高校生ぐらいに見えるが、実年齢は22歳。

## 用語
次元共振器
あちら側の世界を見せる装置で、使用者を淫らな気持ちにさせることができる。見た目は音叉状のものが4つ上についた装置。

## スタッフ
- 原画：上田メタヲ
- 企画・シナリオ：幻咲也
- プログラム：Naynit Kcalb Studio
- 音楽：麻貴

## 主題歌
「摘まれし花の如く」
作詞・作曲・編曲：谷上純三  (CUBE) / 歌：海原エレナ